# 이서 분기점
이서 분기점(Iseo Junction, 이서JC)은 전북특별자치도 완주군 이서면 은교리에 설치될 예정인 새만금포항고속도로와 호남고속도로가 만나는 분기점이다. 2025년 12월에 개통될 예정이다.

## 역사
- 2018년 10월 1일 : 분기점 신설을 위해 완주군 도시계획시설 교통광장에 이서면 은교리 일원을 이서 분기점으로 고시[1]

## 구조물 정보
- 위치 : 전북특별자치도 완주군 이서면 은교리

## 접속하는 노선

### 김제・장수방면
- 새만금포항고속도로

### 순천・논산방면
- 호남고속도로